# Nousseviller-Saint-Nabor
Nousseviller-Saint-Nabor (en alemany Nussweiler) és un municipi francès, situat al departament del Mosel·la i a la regió del Gran Est. L'any 2007 tenia 1.017 habitants.

## Demografia

### Població
El 2007 la població de fet de Nousseviller-Saint-Nabor era de 1.017 persones. Hi havia 376 famílies, de les quals 49 eren unipersonals (33 homes vivint sols i 16 dones vivint soles), 143 parelles sense fills, 164 parelles amb fills i 20 famílies monoparentals amb fills.
La població ha evolucionat segons el següent gràfic:
Habitants censats

### Habitatges
El 2007 hi havia 391 habitatges, 377 eren l'habitatge principal de la família i 15 estaven desocupats. 352 eren cases i 38 eren apartaments. Dels 377 habitatges principals, 317 estaven ocupats pels seus propietaris, 40 estaven llogats i ocupats pels llogaters i 19 estaven cedits a títol gratuït; 1 tenia una cambra, 2 en tenien dues, 34 en tenien tres, 55 en tenien quatre i 284 en tenien cinc o més. 358 habitatges disposaven pel capbaix d'una plaça de pàrquing. A 130 habitatges hi havia un automòbil i a 229 n'hi havia dos o més.

### Piràmide de població
La piràmide de població per edats i sexe el 2009 era:
| Homes | Edats   | Dones |
| ----- | ------- | ----- |
| 0     | 95 o +  | 4     |
| 0     | 90 a 94 | 0     |
| 0     | 85 a 89 | 4     |
| 0     | 80 a 84 | 0     |
| 12    | 75 a 79 | 12    |
| 16    | 70 a 74 | 20    |
| 16    | 65 a 69 | 16    |
| 36    | 60 a 64 | 28    |
| 28    | 55 a 59 | 16    |
| 20    | 50 a 54 | 56    |
| 36    | 45 a 49 | 36    |
| 40    | 40 a 44 | 20    |
| 48    | 35 a 39 | 44    |
| 44    | 30 a 34 | 36    |
| 28    | 25 a 29 | 32    |
| 28    | 20 a 24 | 24    |
| 32    | 15 a 19 | 32    |
| 28    | 10 a 14 | 24    |
| 24    | 5 a 9   | 36    |
| 32    | 0 a 4   | 28    |

## Economia
El 2007 la població en edat de treballar era de 716 persones, 489 eren actives i 227 eren inactives. De les 489 persones actives 454 estaven ocupades (252 homes i 202 dones) i 36 estaven aturades (10 homes i 26 dones). De les 227 persones inactives 88 estaven jubilades, 58 estaven estudiant i 81 estaven classificades com a «altres inactius».

### Ingressos
El 2009 a Nousseviller-Saint-Nabor hi havia 410 unitats fiscals que integraven 1.108,5 persones, la mediana anual d'ingressos fiscals per persona era de 20.282 €.

### Activitats econòmiques
Dels 18  establiments que hi havia el 2007, 1 era d'una empresa de fabricació d'altres productes industrials, 6 d'empreses de construcció, 3 d'empreses de comerç i reparació d'automòbils, 1 d'una empresa d'hostatgeria i restauració, 1 d'una empresa d'informació i comunicació, 1 d'una empresa financera, 1 d'una empresa immobiliària, 2 d'empreses de serveis i 2 d'empreses classificades com a «altres activitats de serveis».
Dels 7 establiments de servei als particulars que hi havia el 2009, 1 era un paleta, 1 fusteria, 2 lampisteries, 1 electricista i 2 perruqueries.
L'any 2000 a Nousseviller-Saint-Nabor hi havia 20 explotacions agrícoles que ocupaven un total de 693 hectàrees.

## Equipaments sanitaris i escolars
El 2009 hi havia 1 escola maternal i 1 escola elemental.

## Poblacions més properes
El següent diagrama mostra les poblacions més properes.